# Kidde (Jelling Sogn)
 For alternative betydninger, se Kidde. (Se også artikler, som begynder med Kidde)
Kidde er et stednavn i Jelling Sogn i  Østjylland. Navnet er afledt af Kithahøeg (Kidhøj) og omtales første gang i et skøde fra 1578 vedrørende kronens salg af "en gård i Kiddie" til den lokale herremand Laurits Skram, og formentlig er det en nedlagt landsby. I Erik Pontoppidans Danske Atlas fra 1769  indgår området således i en opremsning af sognets landsbyer. Kidde ligger tæt på hærvejen og betegner den vestligste del af Jelling Sogn, der som en kile skyder sig ind mellem Gadbjerg Sogn og Nørup Sogn. Området afgrænses i syd og vest af Kiddebæk, der er begyndelsen til Omme Å og mod vest af landsbyen Nørup. Nordgrænsen kaldtes i ældre tid for Kiddebred og den vestlige del Kiddemark. Navnet indgår også i Kiddevad. Hovedparten af området har tidligere hørt under proprietærgården Kiddegård, hvorfra slægten Kidde stammer.